# Buigny-l'Abbé
Buigny-l'Abbé és un municipi francès situat al departament del Somme i a la regió dels Alts de França. L'any 2007 tenia 312 habitants.

## Demografia

### Població
El 2007 la població de fet de Buigny-l'Abbé era de 312 persones. Hi havia 120 famílies de les quals 28 eren unipersonals (20 homes vivint sols i 8 dones vivint soles), 40 parelles sense fills, 44 parelles amb fills i 8 famílies monoparentals amb fills.
La població ha evolucionat segons el següent gràfic:
Habitants censats

### Habitatges

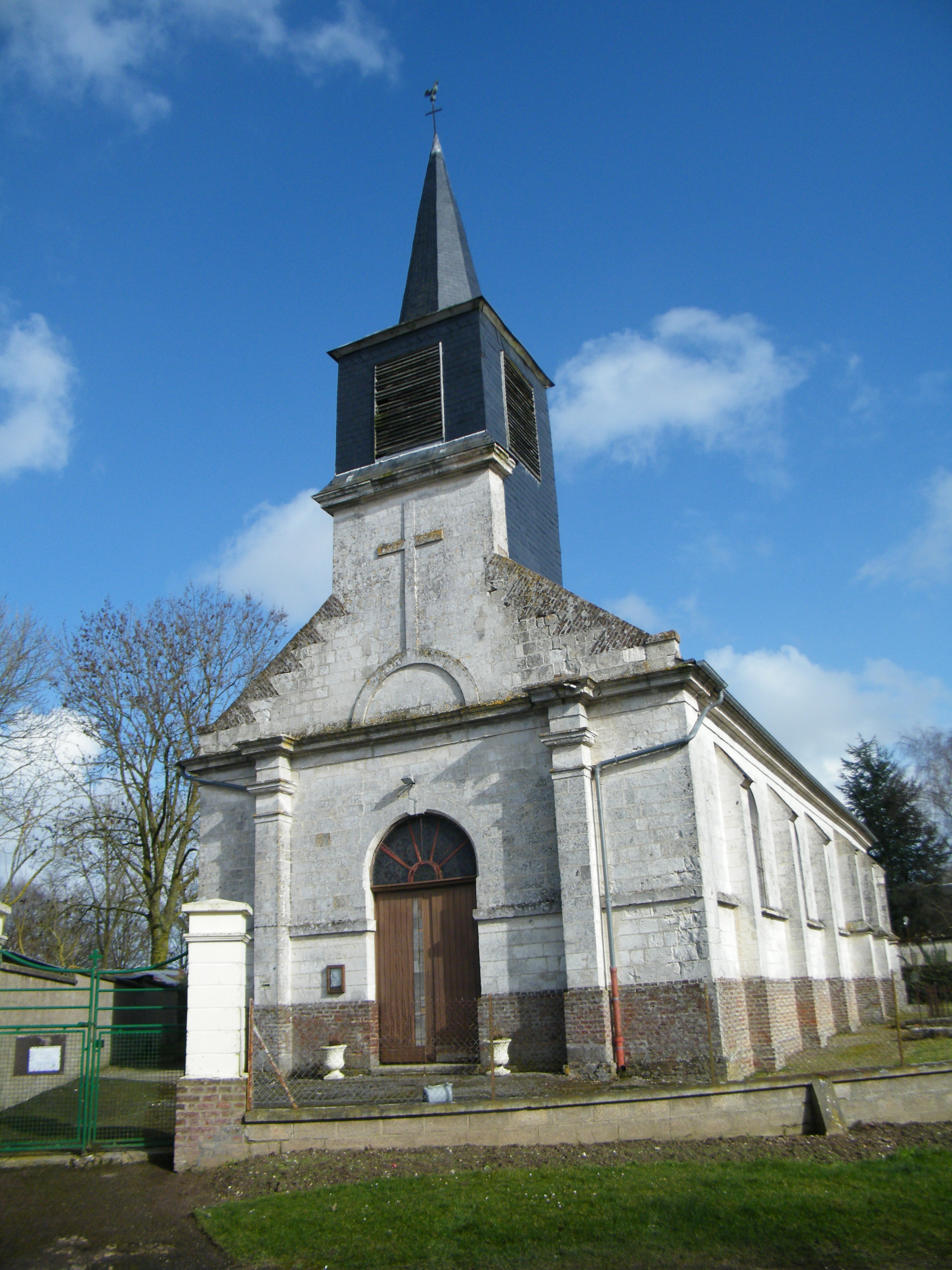
Buigny

El 2007 hi havia 131 habitatges, 122 eren l'habitatge principal de la família, 5 eren segones residències i 4 estaven desocupats. Tots els 131 habitatges eren cases. Dels 122 habitatges principals, 114 estaven ocupats pels seus propietaris, 5 estaven llogats i ocupats pels llogaters i 3 estaven cedits a títol gratuït; 7 tenien dues cambres, 23 en tenien tres, 32 en tenien quatre i 60 en tenien cinc o més. 103 habitatges disposaven pel capbaix d'una plaça de pàrquing. A 57 habitatges hi havia un automòbil i a 56 n'hi havia dos o més.

### Piràmide de població
La piràmide de població per edats i sexe el 2009 era:
| Homes | Edats   | Dones |
| ----- | ------- | ----- |
| 0     | 95 o +  | 0     |
| 4     | 90 a 94 | 0     |
| 4     | 85 a 89 | 12    |
| 4     | 80 a 84 | 4     |
| 0     | 75 a 79 | 0     |
| 4     | 70 a 74 | 12    |
| 12    | 65 a 69 | 4     |
| 4     | 60 a 64 | 4     |
| 12    | 55 a 59 | 8     |
| 12    | 50 a 54 | 12    |
| 16    | 45 a 49 | 20    |
| 20    | 40 a 44 | 24    |
| 12    | 35 a 39 | 20    |
| 4     | 30 a 34 | 4     |
| 8     | 25 a 29 | 4     |
| 12    | 20 a 24 | 8     |
| 20    | 15 a 19 | 12    |
| 20    | 10 a 14 | 20    |
| 12    | 5 a 9   | 4     |
| 0     | 0 a 4   | 0     |

## Economia

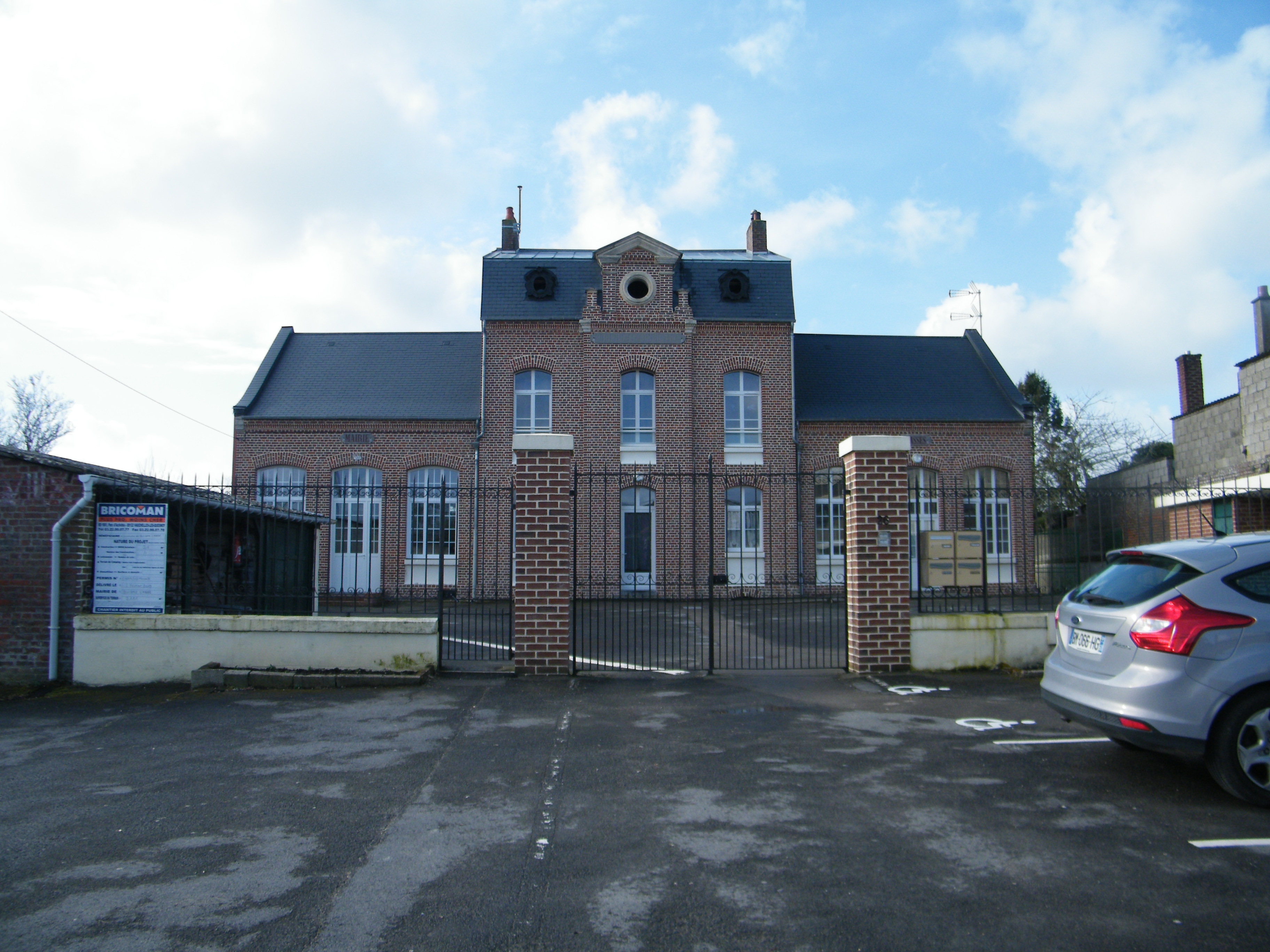
Buigny

El 2007 la població en edat de treballar era de 206 persones, 156 eren actives i 50 eren inactives. De les 156 persones actives 148 estaven ocupades (82 homes i 66 dones) i 8 estaven aturades (4 homes i 4 dones). De les 50 persones inactives 16 estaven jubilades, 21 estaven estudiant i 13 estaven classificades com a «altres inactius».

### Ingressos
El 2009 a Buigny-l'Abbé hi havia 125 unitats fiscals que integraven 332,5 persones, la mediana anual d'ingressos fiscals per persona era de 19.468 €.

### Activitats econòmiques
Dels 10 establiments que hi havia el 2007, 1 era d'una empresa extractiva, 1 d'una empresa de fabricació de material elèctric, 2 d'empreses de fabricació d'altres productes industrials, 2 d'empreses de construcció, 1 d'una empresa de comerç i reparació d'automòbils, 2 d'empreses financeres i 1 d'una entitat de l'administració pública.
Dels 2 establiments de servei als particulars que hi havia el 2009, 1 era un paleta i 1 lampisteria.
L'any 2000 a Buigny-l'Abbé hi havia 14 explotacions agrícoles que ocupaven un total de 784 hectàrees.

## Poblacions més properes
El següent diagrama mostra les poblacions més properes.